# Caesars Palace (tor)
Caesars Palace – dawny tor budowany na czas wyścigu Formuły 1 na parkingu hotelu Caesars Palace w Las Vegas w Stanach Zjednoczonych. Na torze było organizowane Grand Prix Las Vegas Formuły 1 oraz wyścigi serii Champ Car w 1983 i 1984 roku.

## Zwycięzcy Grand Prix Las Veagas na torze Caesars Palace
| Sezon | Kierowca         | Konstruktor   | Tor            |        |
| ----- | ---------------- | ------------- | -------------- | ------ |
| 1981  | Alan Jones       | Williams-Ford | Caesars Palace | Wyniki |
| 1982  | Michele Alboreto | Tyrrell-Ford  | Caesars Palace | Wyniki |
| Sezon | Kierowca         | Konstruktor   | Tor            |        |